# Orville, Indre

Orville este o comună în departamentul Loiret din centrul Franței. În 1 ianuarie 2022 avea o populație de 141 de locuitori.